# Allendorf
Allendorf é uma cidade da Alemanha localizada no distrito de Gießen, na região de Gießen, no estado de Hessen.